# Пуэрто-Адольфо-Лопес-Матеос
Пуэрто-Адольфо-Лопес-Матеос (исп. Puerto Adolfo López Mateos) — портовый посёлок в Мексике, штат Южная Нижняя Калифорния, входит в состав муниципалитета Комонду. Численность населения, по данным переписи 2020 года, составила 2227 человек.

## Общие сведения
Посёлок расположен в 63 км к западу от муниципального центра Сьюдад-Конститусьона, в северной части залива Магдалена. 
В период с января по март Пуэрто-Адольфо-Лопес-Матеос являются идеальным местом наблюдения за серыми китами. Местные предприниматели организовывают для туристов туры на лодках, чтобы наблюдать за гигантскими дружелюбными китообразными с близкого расстояния.
Помимо туристического сектора местные жители заняты рыболовством, а также работе на заводе по переработке и упаковке морепродуктов.